# Charisma Carpenter
Charisma Lee Carpenter (* 23. července 1970 Las Vegas, Nevada) je americká herečka. K jejím nejznámějším rolím patří Cordelie ze seriálů Buffy, přemožitelka upírů a Angel. Účinkovala také v např. seriálech Veronica Mars nebo The Lying Game.

## Biografie
Narodila se v Las Vegas jako dcera pracovnice záchranné ptačí stanice a obchodníka. Má dva starší bratry. Své křestní jméno dostala podle parfému od Avonu.
Navštěvovala Gorman High School v Las Vegas. Když jí bylo patnáct let, její rodina se přestěhovala Rosarita v Mexiku a poté do San Diega, kde chodila na Bonita High School. Nakonec přešla na Chula Vista School of the Creative and Performing Arts, kde v roce 1988 odmaturovala. Na střední škole byla také roztleskávačkou. Po maturitě cestovala po Evropě, vrátila se do San Diega a pracovala jako instruktorka aerobiku a v realitním managementu. V roce 1991 se stala roztleskávačkou klubu San Diego Chargers, o rok později se přestěhovala do Los Angeles.
Hrála v několika divadelních představeních, jako například No, No, Nanette a Welcome Home, Soldier. V televizi debutovala v roce 1994 epizodní rolí v seriálu Pobřežní hlídka. Nedlouho poté se představila v mýdlové opeře Malibu Shores, kam ji její tvůrce Aaron Spelling osobně navrhl jako Ashley. V roce 1996 se ucházela o roli Buffy Summersové pro chystaný seriál Buffy, přemožitelka upírů. Místo toho získala postavu Cordelie Chaseové, kterou v Buffy hrála v letech 1997–1999 a následně v letech 1999–2004 i v seriálu Angel.
Dále hostovala např. v seriálech Čarodějky, Kriminálka Las Vegas, Greek či Lovci duchů. V letech 2005 a 2006 působila v seriálu Veronica Mars, v letech 2012 a 2013 hrála v seriálu The Lying Game.

## Filmografie

### Film
| Rok  | Poznámky                                                  | Role            | Poznámky |
| ---- | --------------------------------------------------------- | --------------- | -------- |
| 1995 | Josh Kirby: Bojovník s časem: Planeta s dinosaury         | Beth Sullivan   |          |
| 1995 | Josh Kirby: Bojovník s časem: Člověk jako domácí mazlíček | Beth Sullivan   |          |
| 1996 | Josh Kirby: Bojovník s časem: Poslední bitva o vesmír     | Beth Sullivan   |          |
| 2003 | Jak to dělají kluci                                       | Kim             |          |
| 2010 | Kniha křtěná krví                                         | Susan Golden    |          |
| 2010 | Expendables: Postradatelní                                | Lacy            |          |
| 2012 | Expendables: Postradatelní 2                              | Lacy            |          |
| 2012 | Heaven's Door                                             | Julie           |          |
| 2015 | 50 odstínů vášně                                          | Michelle Mulan  |          |
| 2016 | Girl in Woods                                             | Momma           |          |
| 2018 | Mail Order Monster                                        | Sydney Hart     |          |
| 2018 | The Griddle House                                         | Mae-Bee         |          |
| 2019 | Pegasus: Pony with a Broken Wing                          | Melanie Killian |          |

### Televize
| Rok       | Poznámky                        | Role                   | Poznámky                            |
| --------- | ------------------------------- | ---------------------- | ----------------------------------- |
| 1994      | Pobřežní hlídka                 | Wendie Sanders         | díl: „Air Buchannon“                |
| 1995      | Boy Meets World                 | Caterer                | díl: „Train of Fools“               |
| 1996      | Malibu Shores                   | Ashley Green           | hlavní role, 10 dílů                |
| 1997–1999 | Buffy, přemožitelka upírů       | Cordelie Chaseová      | hlavní role (1.–3. řada), 54 dílů   |
| 1999–2004 | Angel                           | Cordelie Chaseová      | hlavní role, 86 dílů                |
| 1999      | Arnoldovy patálie               | Simone (hlas)          | díl: „Dinner for Four/Phoebe Skips“ |
| 2001      | Strange Frequency               | Jules                  | díl: „Don't Fear the Reaper“        |
| 2003      | Jane má schůzku                 | Jane Grant             | TV film                             |
| 2003      | Miss Match                      | Serena Lockner         | 4 díly                              |
| 2004      | Strážkyně zákona                | Emma Campbell          | díl: „Now I Lay Me Down to Sleep“   |
| 2004      | Like Cats and Dogs              | Sarah Hayes            | TV film                             |
| 2004      | LAX                             | Julie Random           | díl: „Thanksgiving“                 |
| 2004      | Čarodějky                       | Kira / věštkyně        | 3 díly                              |
| 2005–2006 | Veronica Mars                   | Kendall Casablancasová | vedlejší role, 11 dílů              |
| 2006      | Hrátky s nebezpečím             | Laura Clifford         | TV film                             |
| 2006      | Satanův měsíc                   | Heather                | TV film                             |
| 2006      | Cheaters' Club                  | Linda Stern            | TV film                             |
| 2006      | Rodinný chaos                   | Katherine              | TV film                             |
| 2007      | Zpátky do studia                | Brooke Schimmel        | díl: „Gracie a šikana“              |
| 2007–2011 | Greek                           | Tegan Walker           | 4 díly                              |
| 2008      | Big Shots                       | Janelle Johns          | 2 díly                              |
| 2009      | Kriminálka Las Vegas            | Mink                   | díl: „Pád člověka“                  |
| 2009      | Tajemství Pravdy                | Triana                 | díl: „Marked“                       |
| 2009      | House of Bones                  | Heather Burton         | TV film                             |
| 2011      | Rodina v ohrožení               | Rita Saunders          | TV film                             |
| 2011      | Deadly Sibling Rivalry          | Janna / Callie         | TV film                             |
| 2011      | Status: Nežádoucí               | Nicki Skyler           | díl: „Better Halves“                |
| 2011      | Posedlost                       | Sonia Paston           | TV film                             |
| 2011      | Lovci duchů                     | Maggie Stark           | díl: „Shut Up, Dr. Phil“            |
| 2012      | Duchotřesení                    | Persia the Librarian   | TV film                             |
| 2012–2013 | The Lying Game                  | Rebecca Sewell         | hlavní role, 20 dílů                |
| 2013–2016 | Surviving Evil                  | Samu sebe/moderátorka  |                                     |
| 2013      | Spravedlnost v krvi             | Maryanne               | díl: „Intervenční program“          |
| 2014      | Zákon gangu                     | Carol                  | díl: „Red Rose“                     |
| 2015      | A Horse Tail                    | Samantha Harrison      | TV film                             |
| 2015      | Scream Queens                   | Mrs. Herfmann          | díl: „Chainsaw“                     |
| 2016      | Chicago P.D.                    | Brianna Logan          | 2 díly                              |
| 2016      | Lucifer                         | Jamie Lee Adrienne     | díl: „Hra se zbraněmi“              |
| 2016      | Mommy's Secret                  | Anne Harding           | TV film                             |
| 2017      | Myšlenky zločince: Za hranicemi | Miss Gates             | díl: „Abominable“                   |
| 2017      | Vidiots                         | Samu sebe              | díl: „The Life of James“            |
| 2019      | Záchranáři L.A.                 | Maude                  | díl: „This Life We Choose“          |
| 2019      | No Good Nick                    | Jacqueline             | díl: „The Pied Piper“               |
| 2019      | Pandora                         | Eve                    | díl: „Simple Twist of Fate“         |